# Basilika Mariä Heimsuchung (Levoča)

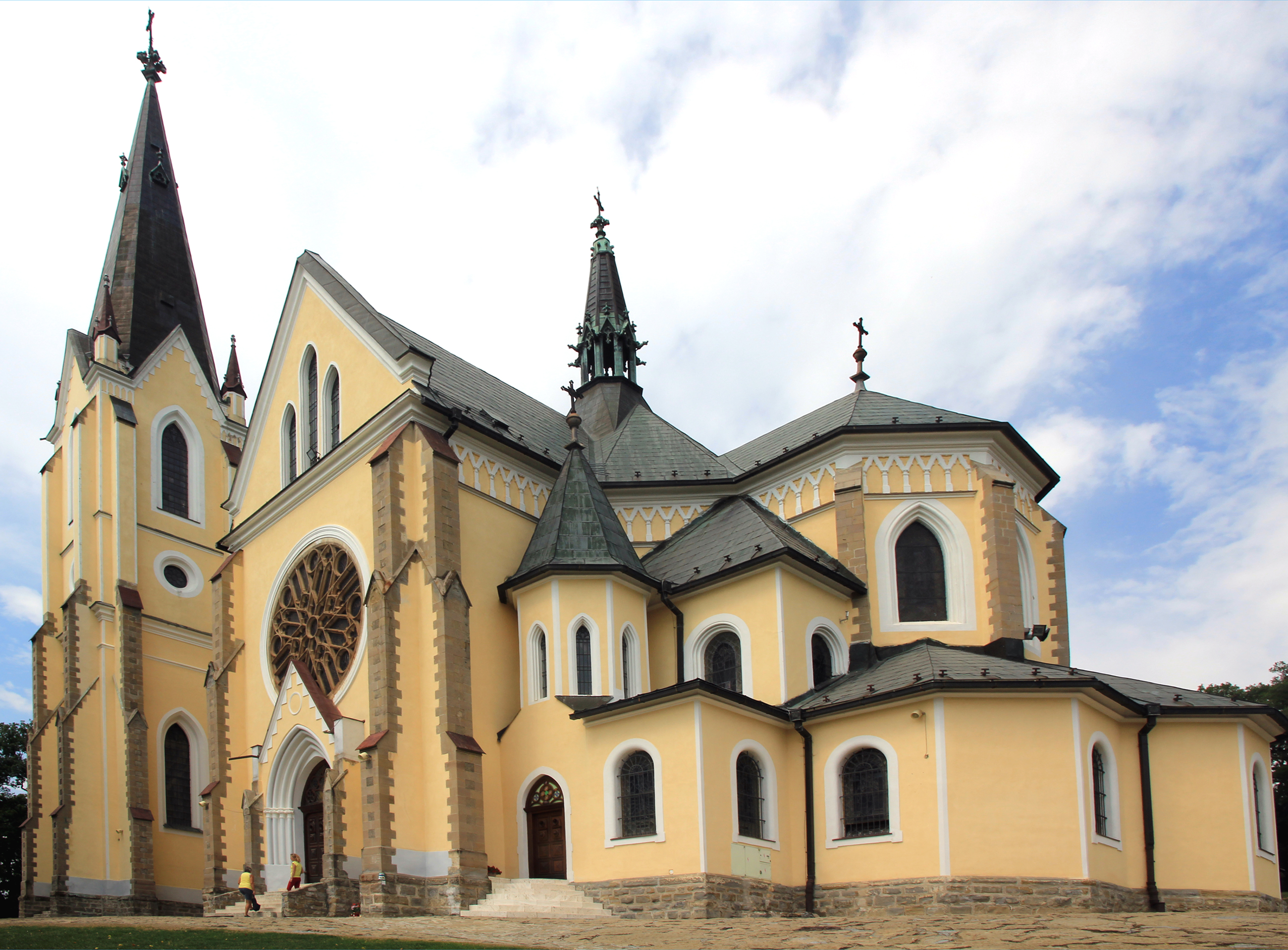
Fassade der Basilika

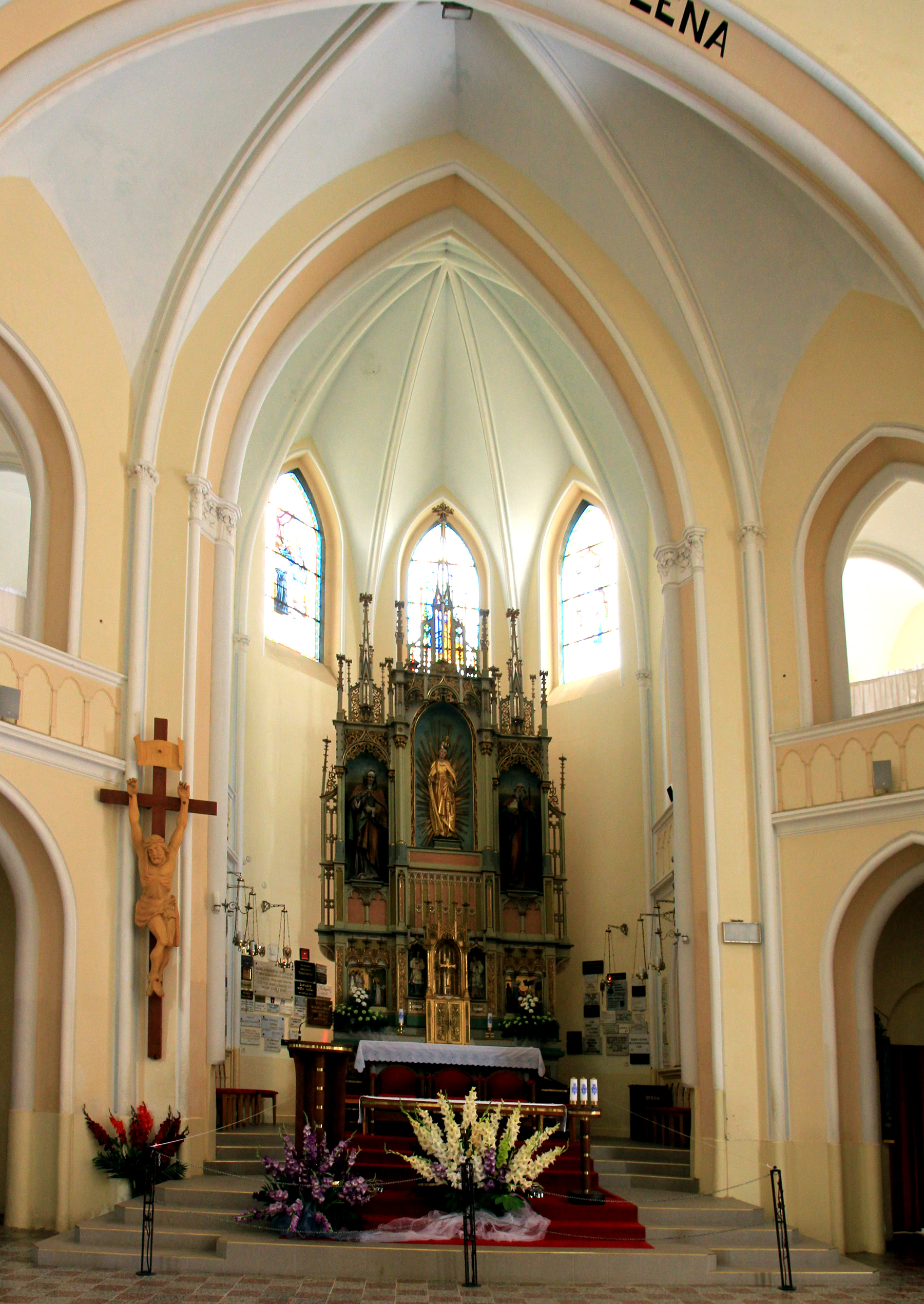
Altarraum

Die Basilika Mariä Heimsuchung (slowakisch Bazilika Navštívenia Panny Márie) ist eine römisch-katholische Wallfahrtskirche bei Levoča in der östlichen Slowakei. Die Kirche im Bistum Spiš mit dem Patrozinium Mariä Heimsuchung trägt den Titel einer Basilica minor. Die denkmalgeschützte Marienbasilika in Levoča ist einer der ältesten Wallfahrtsorte in der Ostslowakei.

## Geschichte
Zu den Anfängen der Marienverehrung wurde im Jahr 1247 auf dem Marienberg (Marianska hora) nördlich von Levoča die erste Kapelle errichtet. Die Begehung des Marienfestes der Heimsuchung beginnt mit der Ankunft der Minoriten in Levoča im Jahre 1311. 1470 wurde eine gotische Kirche errichtet und eine gotische Marienstatue aufgestellt. Im Zeitalter der Reformation ging die Wallfahrt zeitweise zurück. Nach der Rekatholisierung fand die erste große Prozession und Wallfahrt hier am 2. Juli 1671 wieder statt. Zwei Jahre später war die Mariä-Heimsuchungs-Kirche der Ort, an dem man Ablässe mit päpstlicher Erlaubnis erhielt. Weitere Kirchenumbauten wurden 1688 und 1819 durchgeführt. Im Jahr 1847 wurde eine Holzkapelle für griechisch-katholisch Gläubigen gebaut.

## Basilika und Wallfahrt
Die Errichtung der heutigen neugotischen Kirche fand in den Jahren 1906 bis 1914 statt. Es wurde wieder die ursprüngliche gotische Marienstatue aufgestellt. Die neue Kirche wurde am 2. Juli 1922 von Jan Vojtaššek, Bischof von Spiš, geweiht. Auch in der kommunistischen Zeit blieb die Tradition erhalten. Papst Johannes Paul II. erhob die Kirche 1984 zu einer Basilica minor. Die Wallfahrt findet jährlich am ersten Sonntag im Juli statt, 1995 nahmen im Rahmen des Papstbesuches 650.000 Gläubige aus allen Ländern der Region an der größten Wallfahrt teil. Der Wallfahrtsweg wird durch fünf Kapellen und durch eine Lindenallee gesäumt, die bei dem 10. Jubiläum des Papstbesuchs nach dem Heiligen Vater „Johannes-Paul-II.-Allee“ benannt wurde.